# Mary Shepard Greene

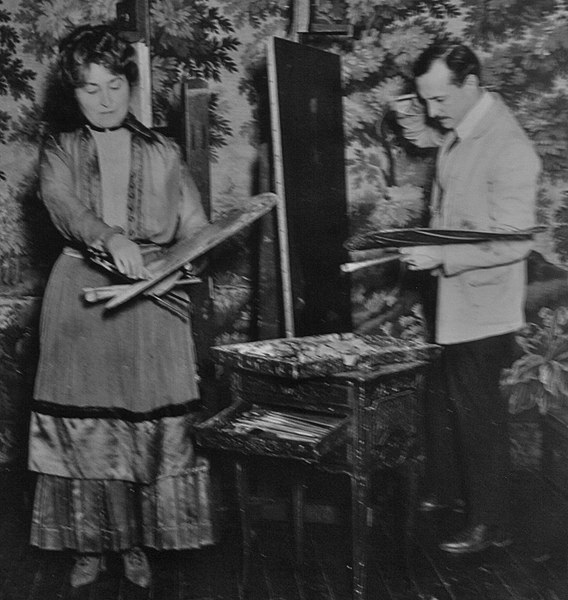
Mary Shepard Greene mit ihrem Gatten Ernest anno 1910 in New York

Mary Shepard Greene (* 26. September 1869 in  New York; † 24. Mai 1958 in Santa Fe) war eine US-amerikanische Genremalerin, Illustratorin und Juwelendesignerin.

## Leben
Mary Shepard Greene war das jüngere Kind des wohlhabenden Geschäftsmanns Rufus Greene aus Providence, der mit seiner Frau Isabel Shepard und den zwei Kindern bis zu seinem Tode im Jahr 1884 in New York lebte.
Mary lebte nach dem Tod des Vaters mit der Mutter zusammen in Brooklyn, erlangte auf dem Adelphi College die Hochschulreife und studierte darauf am Pratt Institute Kunst. 1889 übersiedelten Mutter und Tochter nach Paris. Beide bezogen eine komfortable Wohnung im Quartier Latin. Mary setzte ihre Kunststudien bei dem Bildhauer Herbert Adams (1858–1945) und bei Raphaël Collin in deren Pariser Ateliers fort. Im Jahr 1903 lernte Mary in Paris Ernest Leonard Blumenschein kennen. Das Paar heiratete am 29. Juni 1905 in Paris. Im Juni 1909 wählte das Ehepaar New York als Wohnsitz und blieb in den USA. Im Jahr 1909 wurde die Tochter Helen in den USA geboren.
Mary hatte bereits in ihren Pariser Jahren für US-amerikanische Magazine gearbeitet. Diese Tätigkeit setzte sie – wieder daheim – für McClure’s, American und Century fort. 1913 begleitete Mary ihren Mann nach Taos. Sie illustrierte 1914 Marjorie Benton Cookes Roman Bambi. Zwischen New York und Taos wechselnd, ließ sie sich 1919 in New Mexico nieder. In den 1920er Jahren befasste sich Mary mit Schmuckdesign. Einige ihrer diesbezüglichen Arbeiten wurden 1956 im Museum of International Folk Art gezeigt.

## Ehrungen
- Salon de Paris
  - 1900 ein 3. Preis
  - 1902 ein 1. Preis
- 1904 Silbermedaille auf der Louisiana Purchase Exposition in St. Louis
- National Academy of Design (Bilder hatte die Malerin Mary Shepard Greene von 1906 bis 1946 in der Akademie ausgestellt)
  - 1915 Julia A. Shaw Memorial Award
- Das Bild Acoma legend war in der Ausstellung American Art Today auf der 1939 New York World’s Fair präsent.